# ريتشارد فرنك
ريتشارد فرنك (بالألمانية: Richard Franck)‏ هو ملحن وعازف بيانو ألماني، ولد في 3 يناير 1858 في كولونيا في ألمانيا، وتوفي في 22 يناير 1938 في هايدلبرغ في ألمانيا.

## وصلات خارجية
- ريتشارد فرنك على موقع ميوزك برينز (الإنجليزية)